# STS-3
La misión STS-3 fue la tercera misión del transbordador espacial, y fue la tercera misión para el transbordador espacial Columbia. Fue el primer lanzamiento con el tanque externo sin pintar, y el único aterrizaje en la Base Espacial de White Sands en Las Cruces (Nuevo México).

## Tripulación
- Jack Lousma (2), Comandante
- C. Gordon Fullerton (2), Piloto

(1) número de vuelos espaciales hechos por cada miembro de la tripulación, hasta la fecha inclusive esta misión.

### Tripulación de reserva
- Comandante de reserva: Thomas K. Mattingly
- Piloto de reserva: Henry W. Hartsfield Jr.

## Parámetros de la misión
- Masa:
  - Orbitador al despegue: 235.514 lb (106.782 kg)
  - Orbitador al aterrizaje: 207.067 lb (93.924 kg)
  - Carga DFI: 22.710 lb (10.301 kg)
- Perigeo: 150 mi (241 km)
- Apogeo: 155 mi (249 km)
- Inclinación: 38,0°
- Período: 89,4 min

## Insignia de la misión
La estrella de tres vértices en el fondo negro del parche de la misión identifica la designación numérica en la secuencia de misiones del sistema de transporte espacial.